# Монте Кретачо (Асколи Пичено)
Монте Кретачо (итал. Monte Cretaccio) насеље је у Италији у округу Асколи Пичено, региону Марке.
Према процени из 2011. у насељу је живело 51 становника. Насеље се налази на надморској висини од 29 м.